# Wincentowo (powiat wolsztyński)
Wincentowo – dawna osada w Polsce położona w województwie wielkopolskim, w powiecie wolsztyńskim, w gminie Przemęt. 
Nazwa występuje w zestawieniu geoportal jako część lasu, na skanie mapy na geoportalu, obecnie ślady ruiny. Nazwa z nadanym identyfikatorem SIMC występuje w zestawieniach archiwalnych TERYT z 1999 roku.
W okresie Wielkiego Księstwa Poznańskiego (1815-1848) miejscowość wzmiankowana jako kolonia Wincentowo należała do wsi mniejszych w ówczesnym powiecie babimojskim rejencji poznańskiej. Kolonia Wincentowo należała do kaszczorskiego okręgu policyjnego tego powiatu i stanowiła część majątku Kaszczor, który należał wówczas do rządu Królestwa Prus w Berlinie. Według spisu urzędowego z 1837 roku kolonia Wincentowo liczyła 22 mieszkańców, którzy zamieszkiwali 5 dymów (domostw).